# 커스틴 멀도나도
커스틴 테일러 멀도나도(영어: Kirstin Taylor Maldonado, 1992년 5월 16일 ~ )는 미국의 가수이다. 아카펠라 그룹 펜타토닉스의 유일한 여성 멤버이다.

## 소개
1992년 5월 16일 미국 텍사스주 포트워스에서 태어났다. 어머니는 스페인, 이탈리아계이며 아버지는 멕시코인이다. 오클라호마 대학교에서 뮤지컬을 공부했으나, 졸업하진 않았다. 펜타토닉스의 다른 멤버인 미치 그래시, 스콧 호잉과 함께 마틴 고등학교에서 3인조로 음악 활동을 했다. 2011년, 트리오는 아비 카플랜과 케빈 올루졸라와 함께 "펜타토닉스"를 만들어 싱오프 시즌 3에 참가해 우승했다.
2016년 5월 29일, 가수 제레미 루이스와 약혼을 맺었다.